# 2025-ös Formula–1 bahreini nagydíj
A bahreini nagydíj a 2025-ös Formula–1 világbajnokság negyedik futama volt, amelyet 2025. április 11. és április 13. között rendeztek meg a Bahrain International Circuit versenypályán, Szahírban, mesterséges fényviszonyok között.

## Választható keverékek
| Abroncs              | Friss | Használt |
| -------------------- | ----- | -------- |
| Kemény keverék (C1)  |       |          |
| Közepes keverék (C2) |       |          |
| Lágy keverék (C3)    |       |          |
| Átmeneti esőgumi (I) |       |          |
| Teljes esőgumi (W)   |       |          |

## Szabadedzések
A bahreini nagydíj első szabadedzését április 11-én, pénteken délután tartották, magyar idő szerint 13:30-tól.
| helyezés | versenyző             | csapat/motor                 | elért idő | különbség | futott kör |
| -------- | --------------------- | ---------------------------- | --------- | --------- | ---------- |
| 1.       | Lando Norris          | McLaren-Mercedes             | 1:33,204  | –         | 23         |
| 2.       | Pierre Gasly          | Alpine-Renault               | 1:33,442  | +0,238    | 22         |
| 3.       | Lewis Hamilton        | Ferrari                      | 1:33,800  | +0,596    | 23         |
| 4.       | Alexander Albon       | Williams-Mercedes            | 1:33,928  | +0,724    | 23         |
| 5.       | Esteban Ocon          | Haas-Ferrari                 | 1:34,184  | +0,980    | 18         |
| 6.       | Nico Hülkenberg       | Kick Sauber-Ferrari          | 1:34,262  | +1,058    | 24         |
| 7.       | Jack Doohan           | Alpine-Renault               | 1:34,396  | +1,192    | 23         |
| 8.       | Liam Lawson           | Racing Bulls-Honda RBPT      | 1:34,397  | +1,193    | 22         |
| 9.       | Cunoda Júki           | Red Bull-Honda RBPT          | 1:34,484  | +1,280    | 23         |
| 10.      | Oscar Piastri         | McLaren-Mercedes             | 1:34,508  | +1,304    | 24         |
| 11.      | Gabriel Bortoleto     | Kick Sauber-Ferrari          | 1:34,628  | +1,424    | 23         |
| 12.      | Isack Hadjar          | Racing Bulls-Honda RBPT      | 1:34,667  | +1,463    | 21         |
| 13.      | Luke Browning         | Williams-Mercedes            | 1:34,885  | +1,681    | 19         |
| 14.      | Dino Beganovic        | Ferrari                      | 1:35,055  | +1,851    | 19         |
| 15.      | Lance Stroll          | Aston Martin Aramco-Mercedes | 1:35,116  | +1,912    | 23         |
| 16.      | Felipe Drugovich      | Aston Martin Aramco-Mercedes | 1:35,198  | +1,994    | 19         |
| 17.      | Hirakava Rjó          | Haas-Ferrari                 | 1:35,261  | +2,057    | 19         |
| 18.      | Frederik Vesti        | Mercedes                     | 1:35,325  | +2,121    | 26         |
| 19.      | Ivasza Ajumu          | Red Bull-Honda RBPT          | 1:35,475  | +2,271    | 20         |
| 20.      | Andrea Kimi Antonelli | Mercedes                     | 1:38,051  | +4,847    | 3          |

A bahreini nagydíj második szabadedzését április 11-én, pénteken délután tartották, magyar idő szerint 17:00-tól.
| helyezés | versenyző             | csapat/motor                 | elért idő | különbség | futott kör |
| -------- | --------------------- | ---------------------------- | --------- | --------- | ---------- |
| 1.       | Oscar Piastri         | McLaren-Mercedes             | 1:30,505  | –         | 29         |
| 2.       | Lando Norris          | McLaren-Mercedes             | 1:30,659  | +0,154    | 28         |
| 3.       | George Russell        | Mercedes                     | 1:31,032  | +0,527    | 25         |
| 4.       | Charles Leclerc       | Ferrari                      | 1:31,045  | +0,540    | 27         |
| 5.       | Andrea Kimi Antonelli | Mercedes                     | 1:31,227  | +0,722    | 27         |
| 6.       | Isack Hadjar          | Racing Bulls-Honda RBPT      | 1:31,238  | +0,733    | 24         |
| 7.       | Max Verstappen        | Red Bull-Honda RBPT          | 1:31,330  | +0,825    | 27         |
| 8.       | Lewis Hamilton        | Ferrari                      | 1:31,576  | +1,071    | 23         |
| 9.       | Oliver Bearman        | Haas-Ferrari                 | 1:31,584  | +1,079    | 27         |
| 10.      | Carlos Sainz Jr.      | Williams-Mercedes            | 1:31,623  | +1,118    | 28         |
| 11.      | Alexander Albon       | Williams-Mercedes            | 1:31,696  | +1,191    | 29         |
| 12.      | Liam Lawson           | Racing Bulls-Honda RBPT      | 1:31,706  | +1,201    | 27         |
| 13.      | Gabriel Bortoleto     | Kick Sauber-Ferrari          | 1:31,772  | +1,267    | 25         |
| 14.      | Jack Doohan           | Alpine-Renault               | 1:31,788  | +1,283    | 27         |
| 15.      | Fernando Alonso       | Aston Martin Aramco-Mercedes | 1:31,825  | +1,320    | 19         |
| 16.      | Esteban Ocon          | Haas-Ferrari                 | 1:31,870  | +1,365    | 27         |
| 17.      | Pierre Gasly          | Alpine-Renault               | 1:31,947  | +1,442    | 27         |
| 18.      | Cunoda Júki           | Red Bull-Honda RBPT          | 1:32,024  | +1,519    | 24         |
| 19.      | Lance Stroll          | Aston Martin Aramco-Mercedes | 1:32,382  | +1,877    | 27         |
| 20.      | Nico Hülkenberg       | Kick Sauber-Ferrari          | 1:32,496  | +1,991    | 24         |

A bahreini nagydíj harmadik szabadedzését április 12-én, szombat délután tartották, magyar idő szerint 14:30-tól.
| helyezés | versenyző             | csapat/motor                 | elért idő | különbség | futott kör |
| -------- | --------------------- | ---------------------------- | --------- | --------- | ---------- |
| 1.       | Oscar Piastri         | McLaren-Mercedes             | 1:31,646  | –         | 12         |
| 2.       | Lando Norris          | McLaren-Mercedes             | 1:32,314  | +0,668    | 17         |
| 3.       | Charles Leclerc       | Ferrari                      | 1:32,480  | +0,834    | 18         |
| 4.       | George Russell        | Mercedes                     | 1:32,827  | +1,181    | 12         |
| 5.       | Andrea Kimi Antonelli | Mercedes                     | 1:32,916  | +1,270    | 11         |
| 6.       | Pierre Gasly          | Alpine-Renault               | 1:32,974  | +1,328    | 17         |
| 7.       | Isack Hadjar          | Racing Bulls-Honda RBPT      | 1:33,023  | +1,377    | 14         |
| 8.       | Max Verstappen        | Red Bull-Honda RBPT          | 1:33,027  | +1,381    | 12         |
| 9.       | Carlos Sainz Jr.      | Williams-Mercedes            | 1:33,092  | +1,446    | 14         |
| 10.      | Lewis Hamilton        | Ferrari                      | 1:33,111  | +1,465    | 18         |
| 11.      | Esteban Ocon          | Haas-Ferrari                 | 1:33,240  | +1,594    | 16         |
| 12.      | Jack Doohan           | Alpine-Renault               | 1:33,347  | +1,701    | 17         |
| 13.      | Liam Lawson           | Racing Bulls-Honda RBPT      | 1:33,370  | +1,724    | 13         |
| 14.      | Fernando Alonso       | Aston Martin Aramco-Mercedes | 1:33,548  | +1,902    | 17         |
| 15.      | Alexander Albon       | Williams-Mercedes            | 1:33,753  | +2,107    | 15         |
| 16.      | Oliver Bearman        | Haas-Ferrari                 | 1:34,335  | +2,689    | 17         |
| 17.      | Lance Stroll          | Aston Martin Aramco-Mercedes | 1:34,363  | +2,717    | 15         |
| 18.      | Gabriel Bortoleto     | Kick Sauber-Ferrari          | 1:34,518  | +2,872    | 16         |
| 19.      | Nico Hülkenberg       | Kick Sauber-Ferrari          | 1:34,636  | +2,990    | 7          |
| 20.      | Cunoda Júki           | Red Bull-Honda RBPT          | 1:34,965  | +3,319    | 14         |

## Időmérő edzés
A bahreini nagydíj időmérő edzését április 12-én, szombat délután tartották, magyar idő szerint 18:00-tól.
| helyezés              | rajtszám | versenyző             | csapat/motor                 | Q1       | Q2         | Q3       | rajthely | futott kör |
| --------------------- | -------- | --------------------- | ---------------------------- | -------- | ---------- | -------- | -------- | ---------- |
| 1                     | 81       | Oscar Piastri         | McLaren-Mercedes             | 1:31,392 | 1:30,454   | 1:29,841 | 1        | 15         |
| 2                     | 63       | George Russell        | Mercedes                     | 1:31,494 | 1:30,664   | 1:30,009 | 3        | 20         |
| 3                     | 16       | Charles Leclerc       | Ferrari                      | 1:31,454 | 1:30,724   | 1:30,175 | 2        | 16         |
| 4                     | 12       | Andrea Kimi Antonelli | Mercedes                     | 1:31,415 | 1:30,716   | 1:30,213 | 5        | 20         |
| 5                     | 10       | Pierre Gasly          | Alpine-Renault               | 1:31,462 | 1:30,643   | 1:30,216 | 4        | 19         |
| 6                     | 4        | Lando Norris          | McLaren-Mercedes             | 1:31,107 | 1:30,560   | 1:30,267 | 6        | 18         |
| 7                     | 1        | Max Verstappen        | Red Bull Racing-Honda RBPT   | 1:31,303 | 1:31,019   | 1:30,423 | 7        | 17         |
| 8                     | 55       | Carlos Sainz Jr.      | Williams-Mercedes            | 1:31,591 | 1:30,844   | 1:30,680 | 8        | 19         |
| 9                     | 44       | Lewis Hamilton        | Ferrari                      | 1:31,219 | 1:31,009   | 1:30,772 | 9        | 18         |
| 10                    | 22       | Cunoda Júki           | Red Bull Racing-Honda RBPT   | 1:31,751 | 1:31,228   | 1:31,303 | 10       | 17         |
| 11                    | 7        | Jack Doohan           | Alpine-Renault               | 1:31,414 | 1:31,245   |          | 11       | 12         |
| 12                    | 6        | Isack Hadjar          | Racing Bulls-Honda RBPT      | 1:31,591 | 1:31,271   |          | 12       | 12         |
| 13                    | 14       | Fernando Alonso       | Aston Martin Aramco-Mercedes | 1:31,634 | 1:31,886   |          | 13       | 15         |
| 14                    | 31       | Esteban Ocon          | Haas-Ferrari                 | 1:31,594 | idő nélkül |          | 14       | 8          |
| 15                    | 23       | Alexander Albon       | Williams-Mercedes            | 1:32,040 | idő nélkül |          | 15       | 6          |
| 16                    | 27       | Nico Hülkenberg       | Kick Sauber-Ferrari          | 1:32,067 |            |          | 16       | 17         |
| 17                    | 30       | Liam Lawson           | Racing Bulls-Honda RBPT      | 1:32,165 |            |          | 17       | 6          |
| 18                    | 5        | Gabriel Bortoleto     | Kick Sauber-Ferrari          | 1:32,186 |            |          | 18       | 6          |
| 19                    | 18       | Lance Stroll          | Aston Martin Aramco-Mercedes | 1:32,283 |            |          | 19       | 9          |
| 20                    | 87       | Oliver Bearman        | Haas-Ferrari                 | 1:32,373 |            |          | 20       | 6          |
| 107%-os idő: 1:37,484 |          |                       |                              |          |            |          |          |            |

## Futam
A bahreini nagydíj futamát április 13-án, vasárnap délután tartották, magyar idő szerint 17:00-tól.
| helyezés | rajtszám | versenyző             | csapat/motor                 | futott kör | idő/kiesés oka           | rajthely | pont |
| -------- | -------- | --------------------- | ---------------------------- | ---------- | ------------------------ | -------- | ---- |
| 1        | 81       | Oscar Piastri         | McLaren-Mercedes             | 57         | 1:35:39,435              | 1        | 25   |
| 2        | 63       | George Russell        | Mercedes                     | 57         | +15,499                  | 3        | 18   |
| 3        | 4        | Lando Norris          | McLaren-Mercedes             | 57         | +16,273                  | 6        | 15   |
| 4        | 16       | Charles Leclerc       | Ferrari                      | 57         | +19,679                  | 2        | 12   |
| 5        | 44       | Lewis Hamilton        | Ferrari                      | 57         | +27,993                  | 9        | 10   |
| 6        | 1        | Max Verstappen        | Red Bull Racing-Honda RBPT   | 57         | +34,395                  | 7        | 8    |
| 7        | 10       | Pierre Gasly          | Alpine-Renault               | 57         | +36,002                  | 4        | 6    |
| 8        | 31       | Esteban Ocon          | Haas-Ferrari                 | 57         | +44,244                  | 14       | 4    |
| 9        | 22       | Cunoda Júki           | Red Bull Racing-Honda RBPT   | 57         | +45,061                  | 10       | 2    |
| 10       | 87       | Oliver Bearman        | Haas-Ferrari                 | 57         | +47,594                  | 20       | 1    |
| 11       | 12       | Andrea Kimi Antonelli | Mercedes                     | 57         | +48,016                  | 5        |      |
| 12       | 23       | Alexander Albon       | Williams-Mercedes            | 57         | +48,839                  | 15       |      |
| 13       | 6        | Isack Hadjar          | Racing Bulls-Honda RBPT      | 57         | +56,314                  | 12       |      |
| 14       | 7        | Jack Doohan           | Alpine-Renault               | 57         | +57,806                  | 11       |      |
| 15       | 14       | Fernando Alonso       | Aston Martin Aramco-Mercedes | 57         | +1:00,340                | 13       |      |
| 16       | 30       | Liam Lawson           | Racing Bulls-Honda RBPT      | 57         | +1:04,435                | 17       |      |
| 17       | 18       | Lance Stroll          | Aston Martin Aramco-Mercedes | 57         | +1:05,489                | 19       |      |
| 18       | 5        | Gabriel Bortoleto     | Kick Sauber-Ferrari          | 57         | +1:06,872                | 18       |      |
| Ki       | 55       | Carlos Sainz Jr.      | Williams-Mercedes            | 45         | baleseti sérülés         | 8        |      |
| Kiz      | 27       | Nico Hülkenberg       | Kick Sauber-Ferrari          | 57         | túlzott padlólemez kopás | 16       |      |

## A világbajnokság állása a verseny után
| H   | Versenyzők            | Pont | H   | Konstruktőrök                | Pont |
| --- | --------------------- | ---- | --- | ---------------------------- | ---- |
| 1.  | Lando Norris          | 77   | 1.  | McLaren-Mercedes             | 151  |
| 2.  | Oscar Piastri         | 74   | 2.  | Mercedes                     | 93   |
| 3.  | Max Verstappen        | 69   | 3.  | Red Bull Racing-Honda RBPT   | 71   |
| 4.  | George Russell        | 63   | 4.  | Ferrari                      | 57   |
| 5.  | Charles Leclerc       | 32   | 5.  | Haas-Ferrari                 | 20   |
| 6.  | Andrea Kimi Antonelli | 30   | 6.  | Williams-Mercedes            | 19   |
| 7.  | Lewis Hamilton        | 25   | 7.  | Aston Martin Aramco-Mercedes | 10   |
| 8.  | Alexander Albon       | 18   | 8.  | Racing Bulls-Honda RBPT      | 7    |
| 9.  | Esteban Ocon          | 14   | 9.  | Alpine-Renault               | 6    |
| 10. | Lance Stroll          | 10   | 10. | Kick Sauber-Ferrari          | 6    |

(A teljes táblázat)

## Statisztikák
- Vezető helyen:
  - Oscar Piastri: 54 kör (1-14, 18-57)
  - Charles Leclerc: 3 kör (15-17)
- Oscar Piastri 2. pole-pozíciója, 4. versenyben futott leggyorsabb köre, 4. futamgyőzelme és 1. mesterhármasa.
- A McLaren 192. futamgyőzelme.
- Oscar Piastri 13., George Russell 18., és Lando Norris 30. dobogós helyezése.
- Oscar Piastri 50. Formula–1-es nagydíja.[1]